# 孟浩
孟浩（？—1173年），字浩然，滦州（今河北省滦县）人。中国金朝政治人物，金世宗时尚书右丞。
辽朝进士，金太宗天会三年（1125年）为枢密院令史。金熙宗天眷初年，选入元帅府备任使，充礼部郎中。转任户部郎中、左司员外郎。海陵王完颜亮时，因田瑴事件罢职还乡里，遭诬陷流放。金世宗大定二年（1162年）复官爵，为右司员外郎。孟浩忠实正直，遇事敢言，受到金世宗称赞。大定七年（1167年）为御史中丞，转任参知政事。大定九年（1169年）进尚书右丞，兼太子少傅，致仕。大定十三年（1173年）去世。

## 延伸阅读
[在维基数据编辑]
 《金史/卷89》，出自脱脱《遼史》